# خيسوس باديلا جالفيز
خيسوس باديلا جالفيز (بالإسبانية: Jesús Padilla Gálvez)‏ هو فيلسوف وأستاذ جامعي ومترجم وكاتب إسباني، ولد في 28 أكتوبر 1959 في ألمرية في إسبانيا.
z (المرية، 28 أكتوبر 1959) هو فيلسوف إسباني. تدرب في جامعة كولونيا (ألمانيا). عمل أستاذاً في جامعة ليون وجامعة يوهانس كيبلر في لينز 1 (النمسا) وجامعة كاستيلا لامانشا في توليدو. تغطي مساهماته مجموعة واسعة من الأسئلة المفتوحة في الفكر المعاصر. غالبًا ما تقع تأملاته على الحد الفاصل بين التفكير العملي والنظري.
رس Jesús Padilla Gálvez الفلسفة في كلية الفلسفة بجامعة كولونيا (Universität zu Köln في ألمانيا). تخرج كـ "Magister Artium" في فلسفة إيمانويل كانط بعنوان Ist eine konstruktive Ethik möglich؟ («هل الأخلاق البناءة ممكنة؟»). بعد ذلك، كتب أطروحته في جامعة كولونيا بعنوان "Referenz und Theorie der möglichen Welten" («مرجع ونظرية العوالم المحتملة»). في هذا الكتاب، تم تحليل المقترحات المنطقية والدلالية والنموذجية لشاول كريبك. بعد أن كان زميلًا في وزارة التعليم والعلوم في قسم الفلسفة والمنطق في جامعة مورسيا (إسبانيا)، حصل على منصب أستاذ مشارك في جامعة ليون (إسبانيا). فيما بعد كان أستاذًا زائرًا في جامعة يوهانس كيبلر لينز [9] (النمسا). يعمل منذ عام 1999 أستاذًا بجامعة كاستيلا لامانشا في توليدو (إسبانيا). كان باحثًا في مؤسسة Alexander von Humboldt Foundation. كان أستاذًا زائرًا في العديد من المؤسسات الجامعية، بما في ذلك جامعة إرلانجن - نورمبرغ (ألمانيا) مع كريستيان ثيل، وجامعة غراتس (النمسا) مع رودولف هالر، جامعة بوتسدام (ألمانيا)، في جامعة كامبريدج (بريطانيا العظمى) حيث قام بالتحقيق في أرشيفات لودفيج فيتجنشتاين بإذن من جورج هنريك فون رايت، في جامعة باساو (ألمانيا) بإشراف رئيس فيتجنشتاين جيزيلشافت فيلهلم لوترفيلدز وفي جامعة لودفيج ماكسيميليان في ميونيخ (ألمانيا) مع Wilhelm Vossenkuhl و Julian Nida-Rümelin ، وكذلك في جامعة أكسفورد (بريطانيا العظمى) مع Peter Hacker في معهد Hans Kelsen في فيينا وفي Wiener Kreis Archiv Circle في فيينا (النمسا).
رتبط فكر باديلا غالفيز ارتباطًا وثيقًا بالتقليد التحليلي الذي يتميز بدراسة اللغة الطبيعية والرسمية من أجل توضيح المشكلات الفلسفية من خلال تحليل المصطلحات وبالتالي يكون قادرًا على إزالة الغموض الذي ينشأ في التفكير العقلاني. لقد درس الجوانب الأساسية في مجال الفلسفة العملية واللغة الرسمية وفلسفة العلوم. إن الإنتاج الفلسفي لـ Jesús Padilla Gálvez واسع النطاق ويركز على خمسة مجالات عمل: فلسفة اللغة، والمنطق، والفلسفة وتاريخ العلوم، والتغيرات الاجتماعية في الأنظمة الديمقراطية، واللغات المتخصصة (LSP). لقد استفسر عن العمل الفلسفي لجوتفريد لايبنيز وإيمانويل كانط وإدموند هوسرل ولودفيج فيتجنشتاين وويلارد فان أورمان كوين وشاول كريبك. يُعرف باديلا غالفيز كواحد من أهم المراجع في فلسفة لودفيج فيتجنشتاين في المنطقة الناطقة بالإسبانية. وهو محرر مشارك في "Wittgenstein Studien". قام بنشر وتحرير العديد من الأعمال في هذا الشأن. طور باديلا غالفيز تحليل القواعد ووسّعها. باستخدام الأساليب التحليلية، فكر في مجموعة متنوعة من الموضوعات: تاريخ الرياضيات والمنطق، والمعرفة، واللغة، وعلم الجمال، والسياسة، بالإضافة إلى الفلسفة العملية. وقد ركز بشكل خاص على دراسة علم metatheory و metatheory and metalogics ، وتحليل مساهمات Kurt Gödel. وقد ساهم في جميع هذه المجالات، وقد انعكس على المشكلات الحالية ذات الأهمية العملية مثل الإرهاب والديمقراطية. حافظ باديلا غالفيز على إنتاج فلسفي مستمر. وهو مدير المجلة الدولية "Dokos. Philosophical Review - Philosophical Review" ورئيس تحرير السلسلة الدولية "Aporia / Aπορία" في دار النشر الدولية "De Gruyter".